# De voetballer
De voetballer is een affiche van de Belgische kunstschilder Alfred Ost (1884-1945), dat waarschijnlijk dateert van 1910. Met dit werk won Ost een bronzen medaille in het onderdeel van de schilderkunst tijdens de kunstwedstrijden op de Olympische Zomerspelen 1920 in Antwerpen.
Het werk is te bezichtigen in het museum Sportimonium in Hofstade.